# Mordano
Mordano ist eine italienische Gemeinde (comune) mit 4576 Einwohnern (Stand 31. Dezember 2023) in der Metropolitanstadt Bologna in der Emilia-Romagna. Die Gemeinde liegt etwa 38,5 Kilometer ostsüdöstlich von Bologna und grenzt unmittelbar an die Provinz Ravenna. Mordano ist die östlichste Gemeinde der Provinz Bologna. Im  Norden der Gemeinde zieht sich von Westen nach Osten der Canale Emiliano Romagnolo. Die östliche Gemeindegrenze bildet der Santerno. 

## Gemeindepartnerschaft
- Mezőhegyes, Komitat Békés

## Persönlichkeiten
- Dino Grandi (1895–1988), "Graf von Mordano", faschistischer Politiker und Diplomat
- Carlo Lucarelli (* 1960), Journalist und Regisseur